# Dorsale galicienne
La dorsale galicienne, ou cordillère dorsale galicienne, est une chaîne de montagnes située en Galice (Espagne) qui traverse le centre de la communauté autonome, depuis le cap de la Estaca de Bares et la Mariña lucense, au nord, jusqu'au fleuve Minho à la frontière avec le Portugal, au sud.

## Géographie

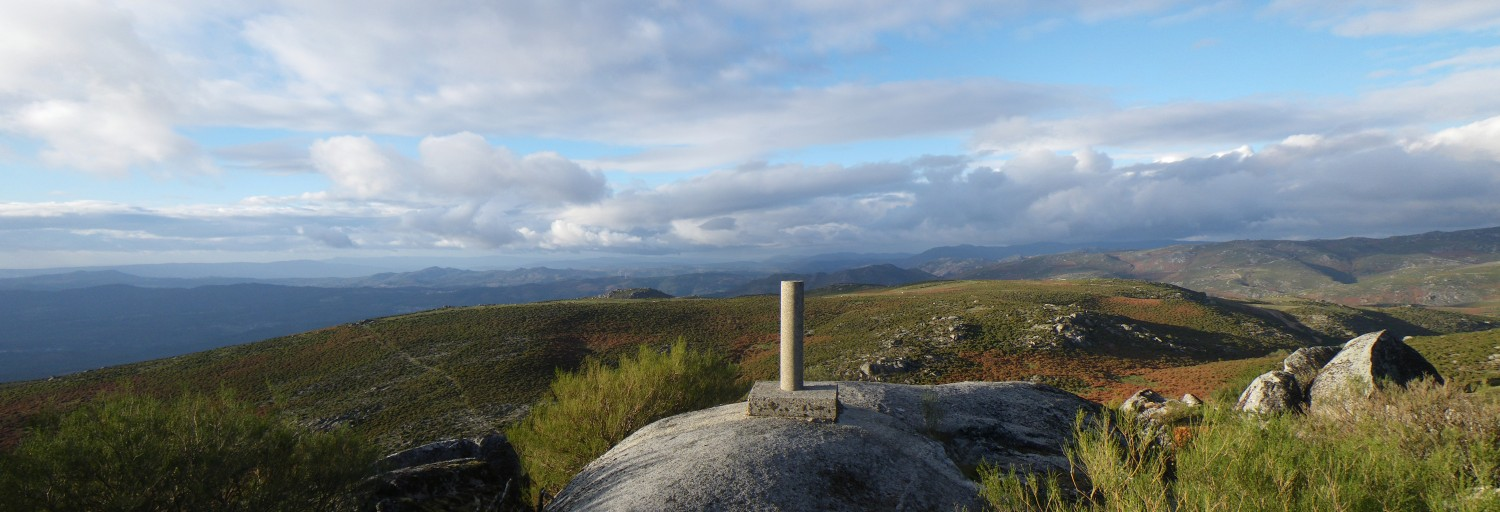
Sommet de Vidueiros (943 m) dans la sierra Suido.

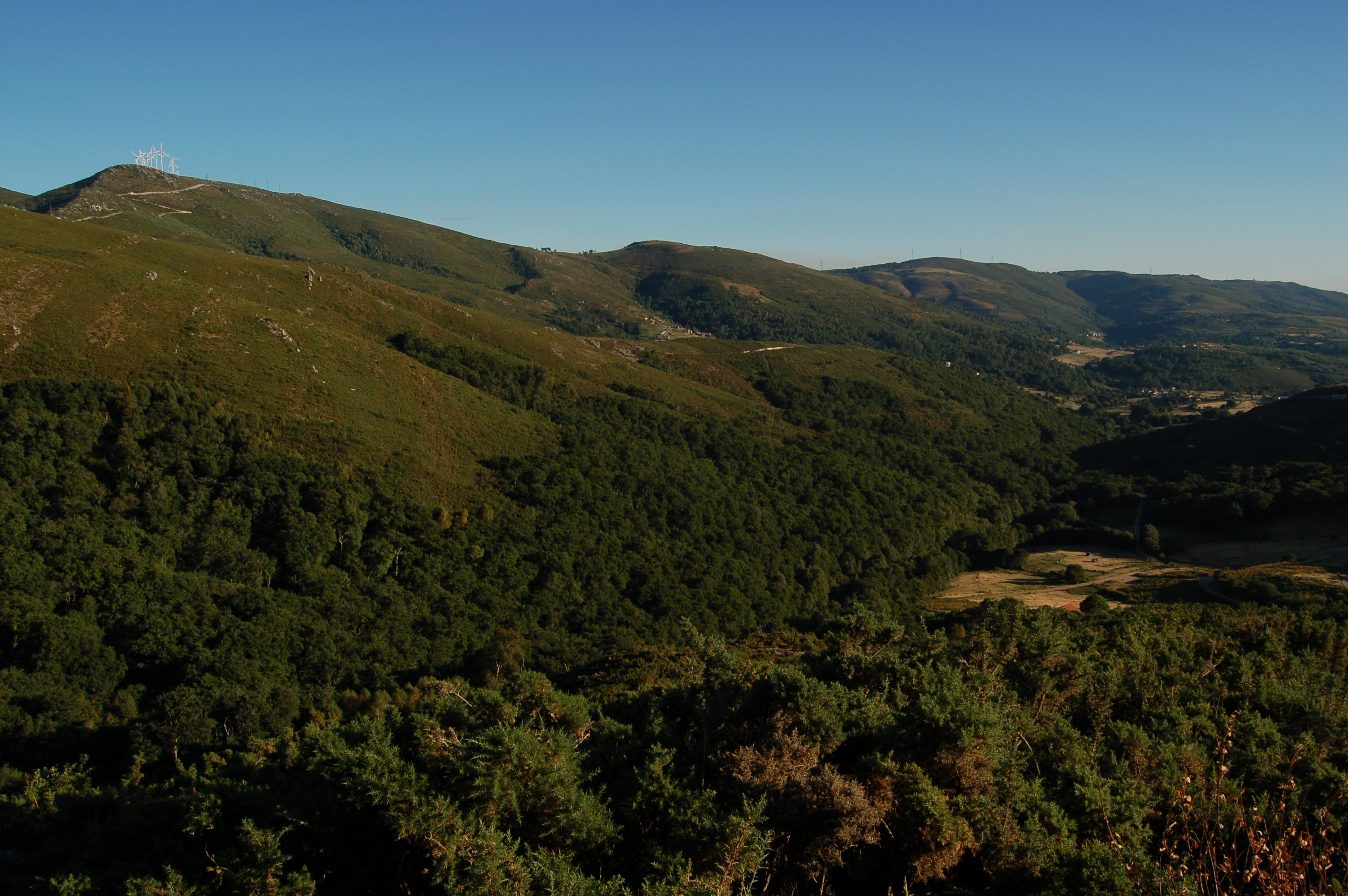
Sierra del Faro de Avión.

Son altitude est généralement comprise entre 500 et 1 000 mètres, elle mesure quelque 210 km de longueur et est formée par un important nombre de sierras parmi lesquelles les plus importantes sont la serra do Candán, la sierra A Faladoira, la sierra O Gistral, la sierra A Louve, la sierra del Faro de Avión, la sierra O Suido et les monts de la Paradanta.
Au fur et à mesure que la chaîne de montagnes progresse vers le sud, elle s'élargit et ses sommets atteignent une altitude plus élevée, en particulier dans la région de la sierra del Faro de Avión.
La dorsale galicienne est apparue à la fin du Tertiaire sur une chaîne existante, déjà très érodée. Aujourd'hui, elle présente un relief doux, des pentes modérées et des plateaux sommitaux. Elle est formée de diverses roches, parmi lesquelles se distinguent les roches siliceuses, c'est-à-dire schistes, quartzites, granites, gneiss ou péridotites.
Le bloc qui constitue l'épine dorsale de la Galice joue un rôle important en tant que barrière climatique entre la Galice atlantique et la Galice intérieure. D'autre part, ses pentes face à la mer connaissent une forte pluviométrie.